# 盆允县
盆允县，中国古县名。
东晋元熙二年（420年）置，治所在今广东省江门市新会区北杜阮镇。隋开皇九年（589年）改为新会县。